# Negarit

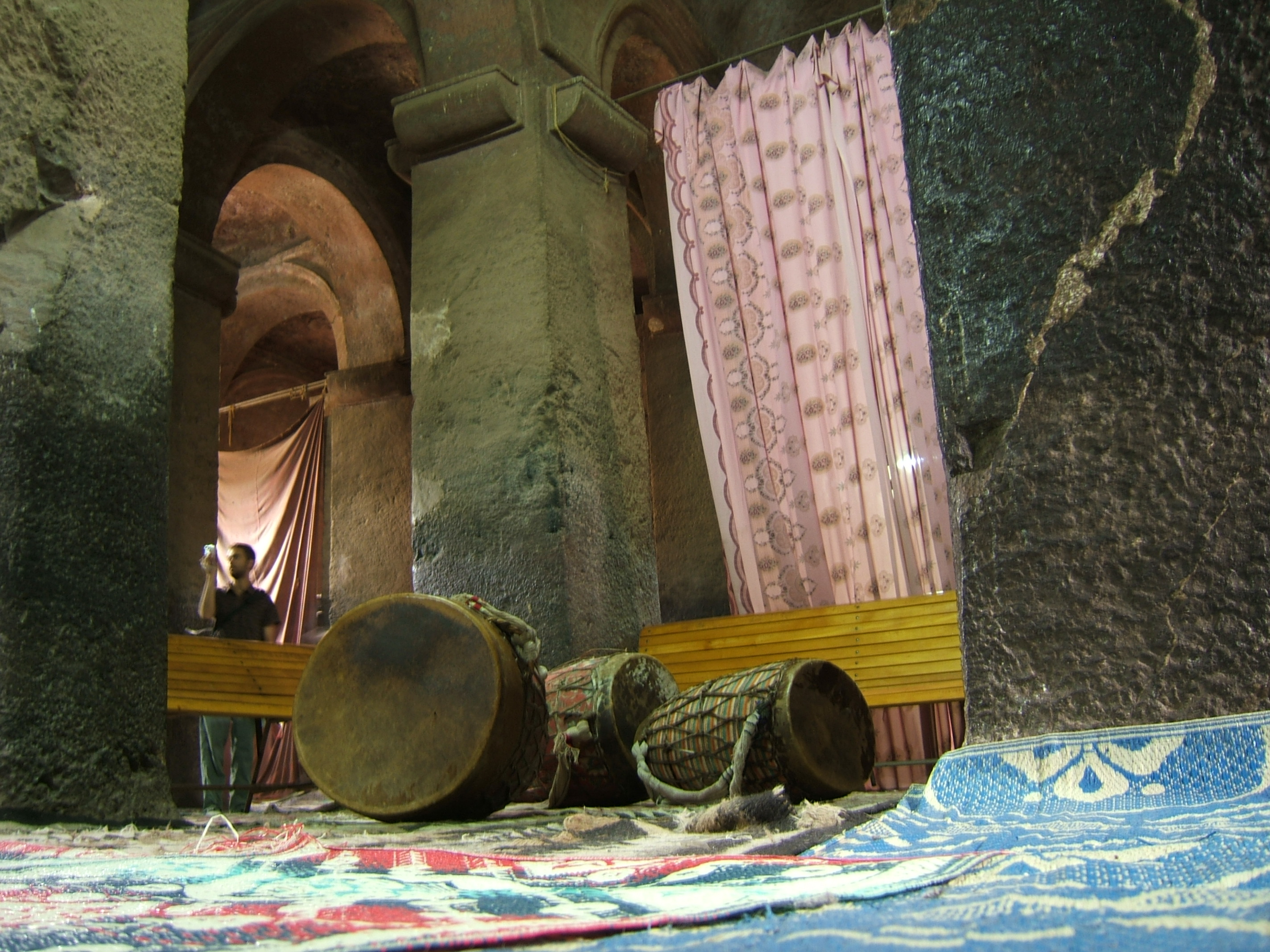
Negarit w jednym z kościołów w Lalibeli

Negarit – rodzaj bębna, charakterystyczne dla Etiopii insygnium władzy.
Przysługiwał cesarzowi, a także zarządcom ważniejszych prowincji. Liczba bębnów przynależnych danemu dostojnikowi była związana z liczbą okręgów, którymi zarządzał.